# 절판

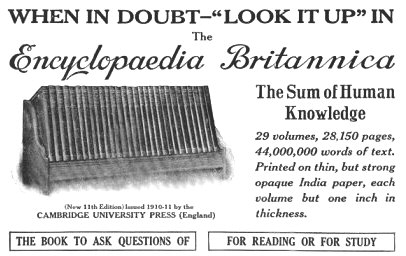
현재 절판 및 저작권이 만료된 1911년 브리태니커 백과사전 광고.

절판(絶版, out of print, OOP) 또는 판매 중단(out-of-commerce) 품목이나 작품은 더 이상 출판되지 않는 것을 말한다. 이 용어는 모든 유형의 인쇄물, 시각 매체, 녹음과 재생물 및 비디오 녹화물에 적용된다. 절판된 책은 더 이상 출판되지 않는 책이다. 이 용어는 더 인기 있는 작품의 특정 판에 적용될 수 있으며, 이 판은 반복적으로 인쇄되거나 절판될 수 있으며, 어떤 미래의 출판사도 재인쇄를 위해 다시 선택하지 않는 작품의 유일한 인쇄판에도 적용될 수 있다.

## 설명
지금까지 출판된 대부분의 작품은 언제든지 절판 상태에 있는 반면, 성경과 같이 매우 인기 있는 특정 책은 항상 "인쇄 중"이다. 덜 인기 있는 절판된 책은 종종 희귀하며, 책의 스캔되거나 전자책 사본이 없으면 구하기 어려울 수 있다. 책 스캔과 맞춤형 소량 출판 기술의 등장으로 현재는 진정으로 절판된 것으로 간주되는 작품이 점점 줄어들고 있다.

### 계약

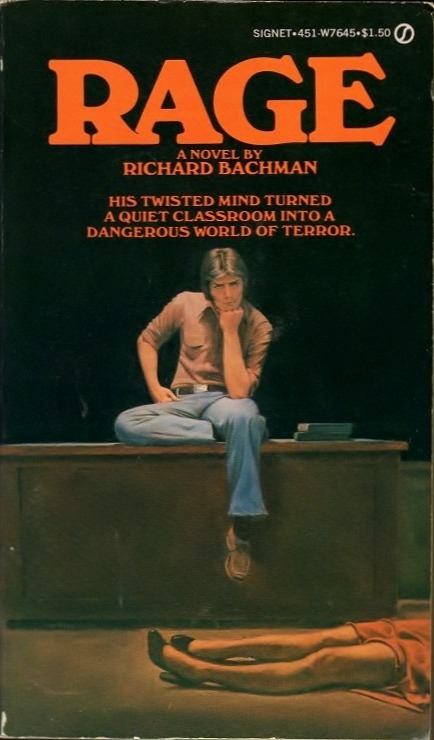
스티븐 킹이 리처드 바크만이라는 필명으로 쓴 악명 높은 소설 레이지는 실제 학교 총기 난사 사건과 관련된 내용 때문에 절판되었다. 초판본의 표지.

출판사는 새 책의 고정된 수의 사본을 인쇄한다. 대부분의 현대 서적의 인쇄본 수는 수천 권에 달한다. 이 책들은 대량 구매를 통해 서점에서 주문할 수 있으며, 서점의 모든 책이 팔리면 서점은 추가 사본을 주문할 수 있다. 초기 인쇄본이 모두 팔리고 수요가 여전히 존재하면 출판사는 가능하면 더 많은 사본을 인쇄할 것이다. 책이 재고 또는 재고 비용을 지불할 만큼 충분히 빠른 속도로 팔리지 않거나 다른 인쇄를 정당화할 수 없을 때, 출판사는 추가 사본 인쇄를 중단하고 남은 팔리지 않은 사본을 잔존시키거나 분쇄할 수 있다. 인쇄본의 모든 책이 서점에 판매되면 책은 "절판"되었다고 말하며, 이는 서점이 출판사로부터 더 이상 사본을 얻을 수 없음을 의미한다. 책이 예상보다 빨리 팔릴 경우, 초기 인쇄본이 소진되면 잠시 절판으로 간주될 수 있지만, 대개 곧 재인쇄된다.
출판사는 종종 책을 오랫동안 품절 상태로 두었다가, 보통 새로운 표지와 형식으로 책을 재인쇄하여, presumably 축적된 책에 대한 수요를 충족시킨다. 작가 또는 그들의 재산은 출판사가 절판을 선언하면 저작권이 그들에게 돌아갈 수 있다.
대부분의 출판 계약에는 작가가 자신의 책에 대한 저작권을 되찾을 수 있도록 하는 복귀 조항이 포함되어 있다. 이 중 하나는 출판사가 더 이상 책을 인쇄하지 않을 때 책이 작가에게 복귀될 자격을 부여하는 절판 조항이다. 종종 권리는 자동으로 작가에게 돌아가지 않는다. 대신, 작가는 먼저 책을 다시 인쇄해 달라고 요청해야 하며, 출판사가 거절하면 자신의 권리를 다시 요구해야 한다.

### 맞춤형 소량 출판
최근 몇 년 동안 맞춤형 소량 출판 서비스와 전자책 형식의 책 개발로 인해 출판사와 작가 사이에 어떤 책이 절판으로 간주되는지에 대한 많은 논쟁이 있었다. 출판사들은 어떤 책 형식이 인쇄 중인 것으로 인정되는지 명시적으로 언급하기 시작했으며, 일반적으로 맞춤형 소량 출판과 전자책 사본을 포함한다.
적어도 한 출판 회사는 책 판매의 하한선을 제거하여 이러한 출판 옵션의 변화를 반영하도록 계약을 조정했다. 즉, 책이 아무리 적게 팔리더라도 맞춤형 소량 출판 판매자를 통해 또는 전자적으로 이용 가능하면 여전히 인쇄 중인 것으로 간주된다.

### 재출판
책이 절판된 기간이 길수록 사본을 구하기가 더 어려워질 수 있다. 절판된 책에 대한 충분한 수요가 있고 모든 저작권 문제가 해결될 수 있다면, 다른 출판사가 원본 출판사가 재인쇄했을 수 있는 것과 동일한 방식으로 책을 재출판할 수 있다. 어떤 경우에는 절판된 책, 심지어 매우 적게 팔린 책이라도 작가가 다시 인기를 얻으면 재출판될 수 있다.
절판된 책을 구매하려는 독자는 사본을 가지고 있는 서점을 찾거나, 다른 인쇄를 기다리거나, 자신의 사본을 중고책으로 판매할 사람을 찾아야 한다. 인터넷의 등장으로 이 과정이 훨씬 쉬워졌는데, 많은 웹사이트에서 서점과 개인이 제공하는 중고책을 판매하고 있기 때문이다.
일부 출판사는 수집가에게 판매되는 한정판을 만들기 위해 예상 수요보다 적은 수의 사본으로 일부 또는 모든 제목의 인쇄량을 의도적으로 제한한다. 이 경우, 책이 재인쇄되지 않을 것이라는 암묵적 또는 명시적 약속이 수집가에게 있으며, 적어도 원래 출판된 것과 동일한 형태로는 재인쇄되지 않는다. 예를 들어, 마돈나의 책 섹스는 한정판 인쇄본으로, 2011년부터 2015년까지 BookFinder.com에서 가장 많이 요청된 절판된 책이었으며 롤링 스톤의 배리 월터스에 따르면 역사상 가장 수요가 많은 절판 간행물 중 하나로 남아있다.

## 같이 보기
- 어밴던웨어
- 컷아웃 (음반 산업)
- 음악 산업의 삭제
- 출판사 목록
- 고아 저작물
- 올드 어스 북스
- 자비출판

## 더 읽어보기
- Rebecca J. Rosen (2013년 7월 30일). “The Hole in Our Collective Memory: How Copyright Made Mid-Century Books Vanish”. 《디 애틀랜틱》.
- Book Finder